# Monroe (Nueva York)
Monroe es un pueblo ubicado en el condado de Orange en el estado estadounidense de Nueva York. En el año 2000 tenía una población de 31,407 habitantes y una densidad poblacional de 603.6 personas por km².

## Geografía
Monroe se encuentra ubicado en las coordenadas 41°19′27″N 74°11′13″O / 41.32417, -74.18694. Según la Oficina del Censo, la ciudad tiene un área total de 55,1 km² (21,3 mi²), de la cual 52 km² (20,1 mi²) es tierra y 3,1 km² (1,2 mi²) (5.55%) es agua.

## Demografía
Según la Oficina del Censo en 2000 los ingresos medios por hogar en la localidad eran de $50,889, y los ingresos medios por familia eran $54,315. Los hombres tenían unos ingresos medios de $51,125 frente a los $34,547 para las mujeres. La renta per cápita para la localidad era de $16,569. Alrededor del 29.1% de la población estaban por debajo del umbral de pobreza.